# Aurélien Tchouaméni
Aurélien Djani Tchouaméni, född 27 januari 2000, är en fransk fotbollsspelare som spelar för Real Madrid och Frankrikes landslag.

## Klubbkarriär
Den 29 januari 2020 värvades Tchouaméni av AS Monaco, där han skrev på ett 4,5-årskontrakt.
Den 11 juni 2022 värvades Tchouaméni av Real Madrid, där han skrev på ett sexårkontrakt. Affären rapporterades vara värd över en miljard kronor.

## Landslagskarriär
Tchouaméni debuterade för Frankrikes landslag den 1 september 2021 i en VM-kvalmatch mot Bosnien och Hercegovina, där han blev inbytt i halvlek mot Thomas Lemar. I november 2022 blev Tchouaméni uttagen i Frankrikes trupp till VM 2022.